# Provincia

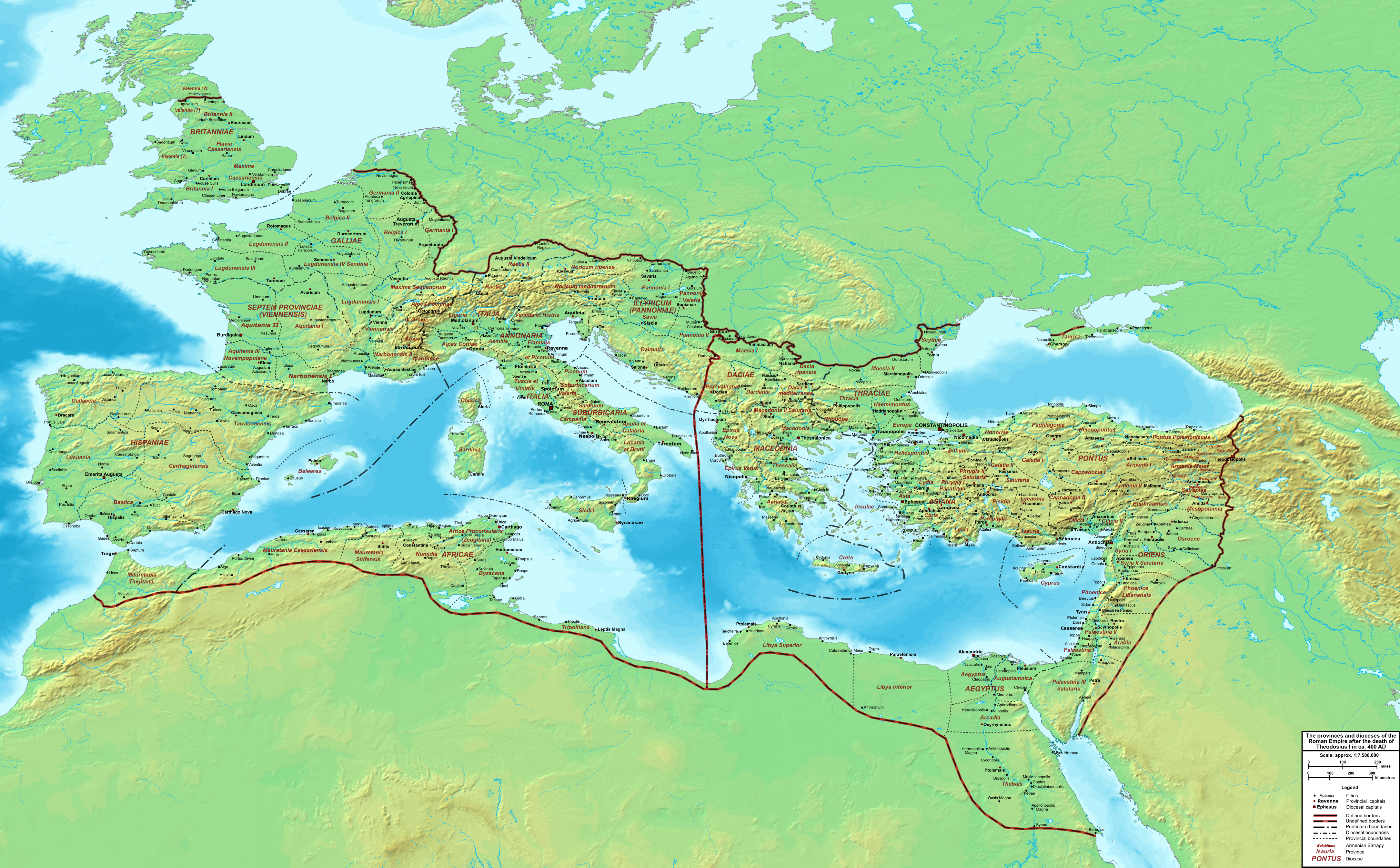
L’Impero Romano d'Occidente e d'Oriente suddivisi nelle loro province nel 395

Provincia è il nome con cui si indicano, in alcuni Stati, delle entità governative substatali. La definizione precisa delle forme e dei poteri di una provincia varia a seconda degli Stati, in alcuni le province sono federate come in Canada, in Russia, in alcuni Paesi slavi (Rajon) o nelle Provincias Unidas del Río de la Plata o attualmente nell'Argentina alle divisioni territoriali federali di primo grado, la stessa cosa che le province del Canada, ed equiparabili agli states degli Stati Uniti e stati del Brasile o i Länder della Germania. 
Il termine trae origine dal latino provincia, provinciae. Le province nell'antica Roma erano infatti i territori conquistati, sottoposti al dominio dell'Impero romano e non aventi diritto alla cittadinanza romana.

## Plurale
La forma al plurale del termine provincia vorrebbe, per etimologia, la presenza della i, quindi provincie, in quanto proveniente dall'espressione latina provinciae (IPA: /proːˈwinkiae/). Per molto tempo e fino a tempi recenti l'espressione in uso fu proprio questa e ancora nel 1947 la Costituzione italiana previde l'istituzione delle Provincie. Tuttavia è abitudine l'uso di una forma semplice, province, ispirata a una regola introdotta in modo definitivo da Bruno Migliorini nel 1949 nel suo articolo "Il plurale dei nomi in cia e gia" pubblicato su "Lingua Nostra". È una concezione basata sulla fonetica: se la c e la g sono precedute da una vocale, allora la i si mantiene nel plurale (es. camicia); se invece la c e la g sono precedute da una consonante (pioggia, pancia), allora la i si elimina. Oggi quindi è spesso preferita la dizione semplificata province.

## Province italiane
Relativamente all'Italia, la provincia è un ente locale avente una competenza su un gruppo di comuni e al contempo una circoscrizione periferica di uffici statali. Essa ha competenze e funzioni determinate dalle leggi di attuazione dell'art. 114 della Costituzione.
Attualmente le province italiane sono 110, includendo nel computo anche le province autonome di Trento e di Bolzano che svolgono funzioni regionali e sono in grado di legiferare, la regione Valle d'Aosta che svolge anche funzioni che nelle regioni a statuto ordinario sono svolte dalle province, le 14 città metropolitane, e i 4 enti di decentramento regionale del Friuli-Venezia Giulia che, da province vere e proprie, sono state ridotte a enti strumentali regionali.
Il numero delle province italiane è costantemente aumentato nel secondo dopoguerra. Nella creazione di nuove province, non si è registrato alcun caso di accorpamento o soppressione di enti precedenti se non per cessione dei relativi territori ad altri Stati (provincia di Fiume, di Pola e di Zara).
In Sardegna, nel 2021, è stato rivisto il nulero delle province e sono state previste 2 Città metropolitane (Cagliari e Sassari) e 6 Province regionali (Nuoro, Oristano, Sulcis Iglesiente, Medio Campidano, Nord-Est Sardegna, Ogliastra). Queste modifiche territoriali saranno effettive con l'elezione dei nuovi organi di governo degli enti.
Nonostante diversi tentativi di soppressione  con la modifica del Titolo V della Costituzione del 2001, le province sono state mantenute tra le istituzioni costitutive della Repubblica, insieme a Comuni, Città metropolitane e Regioni. 
Il 3 aprile 2014 è stata approvata definitivamente dal parlamento la legge 7 aprile 2014, n. 56 , a seguito della quale esse sono diventate enti di area vasta di secondo livello, cioè eletti a suffragio ristretto dai sindaci e dai consiglieri comunali dei comuni presenti sul loro territorio e si è previsto che alcune funzioni delle province passassero ai comuni e alle regioni. Fanno eccezione le province autonome di Trento e Bolzano e la regione Val d'Aosta, nonché le regioni a statuto speciale che hanno autonomia in materia di enti locali, ovvero Sicilia, Sardegna e Friuli-Venezia Giulia, si sono in parte discostate dai principi della legislazione statale in materia.